# انتخابات المجلس التأسيسي البحرينية 1972
انتخابات المجلس التأسيسي في البحرين أجريت في 1 ديسمبر 1972. ترشح جميع المرشحين كمستقلين. بلغ عدد الناخبين 15385 ولكن لم يشارك في الانتخابات سوى ما نسبته 12.5٪ فقط.
تولت الجمعية التأسيسية صياغة واعتماد دستور جديد بعد استقلال البحرين عن بريطانيا في عام 1971. حسب القانون الذي وضعته الحكومة فإنها قيدت الناخبين بالذكور فقط الذين لا يقلون عن 20 عاما.
تألفت الجمعية من اثنين وعشرين عضو الذين تم انتخابهم من قبل الجمهور جنبا إلى جنب مع ثمانية أعضاء تم تعيينهم من قبل الحاكم و12 وزير بحكم منصبهم.
تم تنظيم الجمعية التأسيسية والانتخابات من خلال المراسيم التشريعية رقم 12 و13 من عام 1972.
صاغت الجمعية التأسيسية وصادقت على دستور عام 1973 في البحرين.